# Marcos Morales Marcos
Marcos Morales Marcos, más conocido como "Morales" (Madrid, 18 de abril de 1995), es un futbolista español. Juega de portero y pertenece a la plantilla del Club Deportiva Minera de la Tercera Federación.

## Trayectoria
Marcos comenzó a ponerse bajo palos con 6 años en el equipo de su barrio (Rivas-Vaciamadrid) hasta que terminó benjamines. Después estuvo dos años en el Rayo Vallecano. Destacaba mucho y lo fichó el Real Madrid. Luego pasó por el Getafe y el Leganés. En juveniles regresó al Rayo Vallecano, su último club en Madrid. Al mudarse a Elche comenzó a jugar en el juvenil del conjunto del Martínez Valero.
Tras un breve paso por el Alicante, en el División de Honor juvenil, regresó al Elche. Con 19 años subió al Ilicitano. Y durante tres temporadas estuvo cedido, primero en el Torrevieja, luego en el Eldense y por último en el Mar Menor. 
En 2016, llegó al Mar Menor, con el que jugó la fase de ascenso a Segunda B.
Para la temporada 2016-17 se hace oficial su fichaje por el FC Cartagena y que competiría en Segunda División B durante dicha campaña.
El 5 de julio de 2018, firma por el Barakaldo CF de la Segunda División B.
El 22 de enero de 2020, firma por el Orihuela CF de la Segunda División B.
En enero de 2021, firma por la Club Deportiva Minera de la Tercera Federación.

## Clubes
| Club                      | País   | Años            | Partidos jugados | Goles encajados |
| ------------------------- | ------ | --------------- | ---------------- | --------------- |
| Elche Ilicitano           | España | 2012-2014       | 0                | 0               |
| Club Deportivo Torrevieja | España | 2014-2015       | 0                | 0               |
| CD Eldense                | España | 2015            | 1                | 3               |
| Mar Menor CF              | España | 2016            | 35               | 40              |
| Fútbol Club Cartagena     | España | 2016-2018       | 8                | 11              |
| Barakaldo CF              | España | 2018-2019       |                  |                 |
| Orihuela CF               | España | 2020            |                  |                 |
| Lorca Fútbol Club         | España | 2020-2021       |                  |                 |
| Club Deportiva Minera     | España | 2021-actualidad |                  |                 |